# Marviel Underwood
Marviel Underwood (17 de febrero de 1982 en Oakland, California) es un jugador profesional de fútbol americano juega la posición de safety actualmente es agente libre. Fue seleccionado por Green Bay Packers en la cuarta ronda del Draft de la NFL en 2005. Jugo como colegial en San Diego State.
También participó en Denver Broncos, Oakland Raiders en la National Football League y California Redwoods en la United Football League.

## Estadísticas UFL
|           |     | Defensa | Defensa | Defensa | Defensa | Defensa | Defensa | Intercepciones | Intercepciones | Intercepciones | Intercepciones | Intercepciones |
| Temporada | Año | Tkl     | Ast     | Tot     | Sck     | Yds     | FF      | N.º            | Yds            | Avg            | TD             | Lg             |
| 2009      | CAR | 8       | 7       | 11.5    | 0.0     | 0       | 0       | 1              | 13             | 13.0           | 0              | 13             |